# 天慈駅

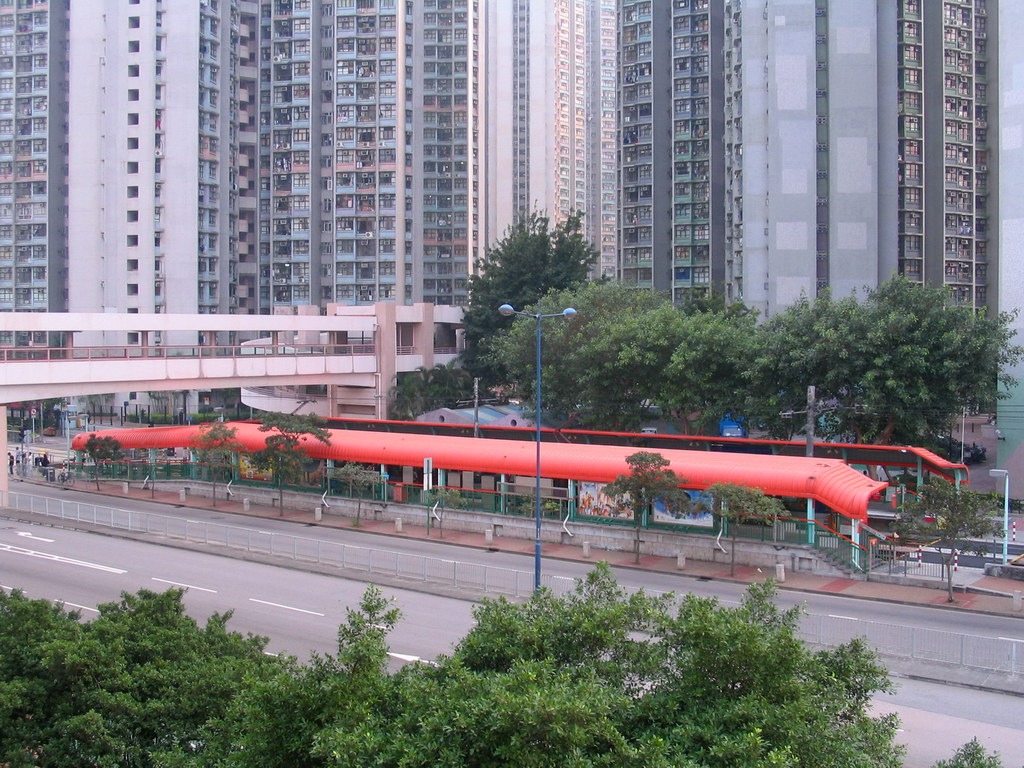
天慈駅

天慈駅（てんじえき）は、香港新界の元朗区に位置する軽鉄の駅。駅番号435。第4料金エリアに位置する。

## 位置
天水囲の天城路にある。天慈邨の向かい側。

## 駅構造
| のりば (1F) | 出口                                                | 天慈邨、バスターミナル |
| のりば (1F) | ホーム                                              |                        |
| のりば (1F) | 天水囲循環線（天湖方面）\| 天逸方面                 |                        |
| のりば (1F) | 天水囲循環線（天水囲方面）\| 友愛方面 \| 天水囲方面 |                        |
| のりば (1F) | ホーム                                              |                        |
| のりば (1F) | 出口                                                | 天城路、天慈邨         |

## 駅周辺
- 天慈邨
- 天慈商場
- 天麗苑
- 天祐苑
- 天耀邨
- 天水囲官立中学校
- 元朗信義中学校
- 中華基督教會方潤華小学校
- 香港潮陽小学校
- 天水囲九巴車廠停車場

## 隣の駅
香港鉄路
■軽鉄

天水囲駅 (430) - 天慈駅(435) - 天湖駅 (450)

天湖駅 (450) - 天慈駅(435) - 天水囲駅 (430)

天水囲駅 (430) - 天慈駅(435) - 天湖駅 (450)

天水囲駅 (430) - 天慈駅(435) - 天湖駅 (450)